# 女医
女医（じょい）は、女性の医師のことである。

## 統計
厚生労働省が実施している「医師・歯科医師・薬剤師調査」によると、2005年末における日本の医師の数は270,371人。病院と診療所で働いている医師は256,668人で、そのうち女性医師は42,040人。つまり全体の16.4%にあたる。

## 歴史
古代から中世の医学では、理論的な医学を学ぶ医師には男性が多かったが、身体機能への理解や薬草などを用いた実用的な医療は女性のほうが精通しており、両者は異なる存在だった。古代ギリシャには「産婆医者」「臍帯を切る女」「女医」の3つのカテゴリーの「治療する女」が存在した。一方、古代ローマでは医療に心得のある女性をそのレベルに応じて呼び分けていたが、産科、婦人科、小児科に相当する女医は尊敬の対象となっていた。
ヨーロッパでは暗黒時代に医学は修道院がその主体となったが、婦人科の医学研究は羞恥心ゆえの忌避から後退を余儀なくされた。中世の大学では女性の入学はほとんど認められず、医学は男性聖職者のものとなったが、10 - 13世紀に一般信徒に門戸を開いた数少ない大学の一つであるサレルノ大学では女性の入学が許され、中世後期につながる婦人科や小児科の文献が著された。12世紀以降になり、専門教育を受けた女医と民間医療の産婆との分化が始まった。

### 日本の女医の歴史
平安時代に記された令義解には、「女医」の語が見え、女医が規定されていた。女医 (律令制)を参照のこと。
1875年に法制化された医術開業試験制度がなかった時代から、榎本住（1816年 - 1893年）ほか何人かの女性医師が開業していたが、同試験に基づいて国家資格を取得した日本人女性初の医師は、1885年に合格した荻野吟子である。荻野以後、1886年に生沢くの、1887年に高橋みつが合格して開業し、明治末年までに日本国内で医籍に登録された女性医師は、外国人を含めて約240名がいた。
1903年に医籍登録した福岡出身の井上トモは、クリーヴランド医大からミシガン大学医学部を卒業して日本で開業していたが、1912年に極東旅行をしたミシガン大学理事のレヴィ・ルイス・バーバー (Levi Lewis Barbour) は中国で働く同大出身のアメリカ人女医や日本の井上のことを知り、帰国後は同大にアジア女性のための奨学金制度（バーバースカラシップ）を設立した。
女医の団体としては、1902年に日本女医会が設立され、今も活動を続けている。
2018年には医学部不正入試問題が発覚した。公益社団法人全日本病院協会の2021年版「病院のあり方に関する報告書」によると、女医は「現在勤務環境が十分整備されていないことを考慮する必要はあるが、当直業務への関与が少ない、地方勤務者が少ない、選択診療科の偏重もあり、現状では医師不足解消への寄与度は低い」とされている。

### 著名な女医
- 野中婉 - 江戸時代の女医
- 榎本住 - 江戸時代の女医
- 楠本イネ - 江戸時代の女医。シーボルトの娘
- 高場乱 - 江戸時代の女医
- 荻野吟子 - 日本初の公許女医
- 生沢くの - 日本で2人目の公許女医
- 高橋みつ - 日本で3人目の公許女医
- 丸茂むね - 日本初の女性病院院長（日本で7人目の公許女医）
- 吉岡彌生 - 日本初の、女子を対象とする旧制医学専門学校（現：東京女子医科大学）の創立者（日本で27人目の公許女医）
- 右田アサ - 日本初の女性眼科医
- 宇良田唯 - ドイツの医学士号を取得した初の日本女性
- 宮川庚子（1900-1993） - 日本初の医学博士号取得者（1930年）